# Verordnung (EU) 2017/745 über Medizinprodukte
Die Verordnung (EU) 2017/745 über Medizinprodukte wird auch Medical Device Regulation (MDR) oder europäische Medizinprodukte-Verordnung genannt. Alle Unternehmen, die Medizinprodukte in der EU vertreiben wollen, müssen diese Produkte zuvor gemäß der Bestimmungen der MDR zulassen. Die MDR ist am 25. Mai 2017 in Kraft getreten. Sie gilt in den Mitgliedstaaten der Europäischen Union unmittelbar und muss daher nicht in nationales Recht umgesetzt werden. Gleichwohl waren umfängliche Anpassungen des jeweiligen nationalen Medizinprodukterechts notwendig. Die Verordnung (EU) 2017/745 über Medizinprodukte löste die Medizinprodukte-Richtlinien (Richtlinie 93/42/EWG über Medizinprodukte (MDD) und Richtlinie 90/385/EWG über aktive implantierbare Medizinprodukte (Active Implantable Medical Devices Directive – AIMDD)) ab. Die Richtlinie 98/79/EG über In-vitro-Diagnostika (IVD) ging nicht in der Medizinprodukte-Verordnung auf, sondern wurde durch die eigene neue Verordnung (EU) 2017/746 ersetzt (In-Vitro Diagnostic Medical Devices Regulation – IVDR).
Hingegen ist die deutsche Medizinprodukte-Verordnung eine Verordnung auf der Ebene deutschen Rechts, welche das Medizinproduktegesetz (MPG) näher ausführt. Das MPG wurde beginnend mit dem 26. Mai 2021 (zutreffend für Medizinprodukte) schrittweise durch das Medizinprodukterecht-Durchführungsgesetz (MPDG) abgelöst, das die Vorgaben der MDR auf nationaler Ebene ergänzt.

## Inhalte
Wesentliche Neuerungen der Verordnungen sind unter anderem:
- Einheitliche Benennung und Überwachung der Benannten Stellen auf Basis konkretisierter und verschärfter Anforderungen, unter anderem auch durch ein gemeinsames Bewertungsteam mit Experten aus mehreren Ländern
- Schaffung einer Koordinierungsgruppe (Medical Device Coordination Group, MDCG) bestehend aus Benannten Experten aller Mitgliedstaaten,
- Einführung eines zusätzlichen Kontrollverfahrens für die Konformitätsbewertung der Benannten Stelle für Medizinprodukte mit hohem Risiko durch ein Expertengremium (Konsultationsverfahren),
- Konkretisierung der Anforderungen an die klinische Bewertung,
- Detaillierte Regelung des Verfahrens zur Genehmigung klinischer Prüfungen von Medizinprodukten und Leistungsstudien für In-vitro-Diagnostika,
- Verschärfung der Bestimmungen über die Marktüberwachung und das Vigilanzsystem,
- Regelung der Aufbereitung von Einmalprodukten einschließlich des Verbots der Aufbereitung bestimmter Einmalprodukte,
- Verbesserung der Identifizierung und Rückverfolgbarkeit von Produkten durch Einführung einer eindeutigen Produktidentifizierungsnummer (Unique Device Identification, UDI),
- Verpflichtung der Hersteller zur Deckungsvorsorge im Haftungsfall,
- Erweiterung der europäischen Datenbank für Medizinprodukte und In-vitro-Diagnostika (EUDAMED), die teilweise öffentlich zugänglich gemacht werden soll,
- Neue Klassifizierungsregeln unter anderem für Software, Produkte mit Nanomaterialien sowie sogenannte stoffliche (Anm.: arzneimittelähnliche) Medizinprodukte,
- Abdeckung bestimmter Produkte ohne medizinische Zweckbestimmung wie z. B. kosmetischer Kontaktlinsen (siehe auch Annex XVI der MDR und die gemeinsame Spezifikation Durchführungsverordnung (EU) 2022/2346).

## Umsetzung
Das Bundesministerium für Gesundheit in Deutschland hat im Februar 2017 einen „Nationalen Arbeitskreis zur Implementierung der neuen EU-Verordnungen über Medizinprodukte (MDR) und In-vitro-Diagnostika“ (NAKI) ins Leben gerufen, der Umsetzungsfragen lösen oder zu deren Lösung auf EU-Ebene beitragen soll. Der NAKI wird von sieben Untergruppen zu den Themen Übergangsvorschriften, Benannte Stellen, Herstellerpflichten, Marktüberwachung, Klassifizierung/Abgrenzung und Vigilanz, klinische Bewertung/klinische Prüfung und Aufbereitung unterstützt.
Im Zuge der COVID-19-Pandemie im Jahr 2020 kündigte die EU-Kommissarin Stella Kyriakides an, das Inkrafttreten der Verordnung um ein Jahr zu verschieben. Im April 2020 nahmen das Parlament und der Rat den Vorschlag der EU-Kommission an. Durch die Verordnung (EU) 2020/561 wurde der Geltungsbeginn der Verordnung auf den 26. Mai 2021 verschoben. Die ursprünglichen Richtlinien (Richtlinie 93/42/EWG und Richtlinie 90/385/EWG) blieben bis zum neuen Geltungsbeginn in Kraft. Auf den Geltungsbeginn der Verordnung über In-vitro-Diagnostika, die ab dem 26. Mai 2022 gilt, hatte die Verschiebung keinen Einfluss.
Neuerlich erkannte die Arbeitsgruppe zu Medizinprodukten der EU (Medical Device Coordination Group, MDCG) im Laufe von 2022, dass der Fortschritt bei der Benennung von Stellen und bei der Zulassung von Medizinprodukten nicht so schnell abläuft wie vorgesehen. Es wurde vorgeschlagen, die Übergangsfristen nochmals zu verschieben, um eine Gefährdung der Versorgungslage mit Medizinprodukten zu vermeiden. Dies wurde, unter anderem, beim regelmäßigen Treffen des Rates für Beschäftigung, Sozialpolitik, Gesundheit und Verbraucherschutz (Employment, Social Policy, Health and Consumer Affairs Council, EPSCO) am 9. Dezember 2022 diskutiert und im Nachgang hierzu ein Positionspapier herausgegeben, in dem diverse Schritte aufgeführt werden, die für ein weiteres Amendment der Verordnung vorgeschlagen werden. Durch die Verordnung (EU) 2023/607 wurde dies im März 2023 umgesetzt.
Die Vorschriften der MDR werden in Deutschland durch die Bestimmungen des Medizinprodukterecht-Durchführungsgesetzes ergänzt.

## Kritik
Die Vertreter kleinerer und mittelständischer Unternehmen (KMU), aber auch die großen Unternehmen der deutschen Medizintechnikbranche kritisieren, dass die novellierte MDR die zusätzliche Überprüfung der Konformitätsbewertung der Benannten Stellen durch ein weiteres Prüfgremium vorsieht. Deutschland konnte sich mit seiner Kritik gegen die anderen EU-Staaten im MDR-Gesetzgebungsverfahren nicht durchsetzen. Die Benannten Stellen benötigen hunderte, wenn nicht sogar tausende Fachkräfte, um gerade den KMU die umfassenden regulatorischen Dienstleistungen für ihre Medizinprodukte mit Blick auf die MDR-Anforderungen anbieten zu können, die jedoch auf dem Markt fehlen. Hersteller müssten daher lange Wartezeiten in Kauf nehmen, bevor sie die notwendigen Zertifizierungen erlangen, um innovative  Produkte in Verkehr bringen zu können, warnten die Branchenverbände Bundesverband der Arzneimittel-Hersteller (BAH), Bundesverband der Pharmazeutischen Industrie (BPI), Bundesverband Medizintechnologie (BVMed), Deutscher Industrieverband für optische, medizinische und mechatronische Technologien (Spectaris), Verband der Deutschen Dental-Industrie (VDDI) und Zentralverband Elektrotechnik- und Elektronikindustrie (ZVEI) anlässlich des ersten Jahrestages des Inkrafttretens der neuen MDR. Es wird eine Verlängerung der geltenden Übergangsfristen für die MDR und die novellierte IVDR sowie eine deutliche Reduzierung der Anforderungen bei der Neuzertifizierung bewährter Bestandsprodukte gefordert.
2017 wurde befürchtet, dass für die Zulassung von bestehenden MDD-Artikeln unter MDR zumindest während einiger Jahre Tausende neuer Stellen geschaffen werden müssen.
Zudem wird kritisiert, dass Hoch-Risiko-Produkte weiterhin ohne umfassende klinische Vergleichsstudien eingesetzt werden können und dass Daten zu Vorkommnissen voraussichtlich nicht veröffentlicht würden.
Im Oktober 2024 hat das Europäische Parlament eine Resolution verabschiedet, um die Verordnungen über Medizinprodukte und In-vitro-Diagnostika zu aktualisieren, um potenzielle Produktengpässe zu verhindern. Es wird vorgeschlagen, dass die EU-Kommission im 1. Quartal 2025 delegierte und Durchführungsrechtsakte sowie vorgeschlagene Änderungen der Verordnungen vorlegt. Diese Entscheidung reagiert auf die Bedenken der Hersteller hinsichtlich der Einhaltung der Übergangsfristen.